# Isabella z Maru
Isabella z Maru (anglicky Isabella of Mar, asi 1269 – 12. prosince 1296) byla skotská šlechtična, první manželka budoucího skotského krále Roberta Bruce. Jejími rodiči byli Donald, hrabě z Maru, a Eleyne (1218–1306), dcera velšského knížete Llywelyna up Iorwertha a jeho poslední manželky Joanny. Isabella se vdala za o několik let mladšího Roberta Bruce v době, kdy ještě nebyl skotským králem, a porodila mu dceru Marjorje. Brzy po porodu dcery zemřela.